# Казапулла
Казапулла (італ. Casapulla) — муніципалітет в Італії, у регіоні Кампанія,  провінція Казерта.
Казапулла розташована на відстані близько 180 км на південний схід від Рима, 27 км на північ від Неаполя, 5 км на захід від Казерти.
Населення — 8673 особи (2014).
Покровитель — Sant'Elpidio.

## Демографія
Населення за роками:

Станом на 1 січня 2023 року в муніципалітеті офіційно проживали 333 іноземці з 34 країн, серед них 68 громадян країн Євросоюзу та 70 громадян України.

## Сусідні муніципалітети
- Казаджове
- Курті
- Мачерата-Кампанія
- Рекале
- Сан-Приско